# Encya commersoni
Encya commersoni är en skalbaggsart som beskrevs av Olivier 1789. Encya commersoni ingår i släktet Encya och familjen Melolonthidae. Inga underarter finns listade i Catalogue of Life.